# Petalolyma basalis
Petalolyma basalis är en insektsart som först beskrevs av Walker 1858.  Petalolyma basalis ingår i släktet Petalolyma och familjen spetsbladloppor. Inga underarter finns listade i Catalogue of Life.